# Monique Trautmann
Monique Trautmann (auch bekannt als MQUE; in Berlin, Deutschland) ist eine deutsche Sängerin, Songwriterin und Model.

## Leben
Monique Trautmann ist eines von zwei Kindern. Sie wurde in Berlin-Spandau geboren, wuchs in der Umgebung Düsseldorf auf und hat ihre schulische Ausbildung mit Abitur abgeschlossen. Danach studierte sie in Berlin mit Diplom-Abschluss und erlernte währenddessen die digitale Bearbeitung von Tonaufnahmen.

## Karriere
Schon im Alter von sechs Jahren sang sie in einem Chor. Später machte sie bei Musicalaufführungen mit und nahm Einzelgesangsunterricht. Das erste Album (CD/MC), ihr erster TV-Auftritt sowie eine Kunstausstellung folgten, als sie fünfzehn war. Sie ging nach New York/Long Island (USA) und nahm an einem Musical-Programm teil. Trautmann erweiterte ihre klassische Gesangsausbildung um eine Ausbildung im Popbereich, hatte zahlreiche Live-Auftritte auf Stadtfesten in Nordrhein-Westfalen und fing an, englische und deutsche Songtexte zu schreiben.
1999 entstand ihr erstes Projekt unter dem Namen ion Flux im Independent Stil. In diesem Jahr wurde sie Sonderpreisträgerin der Checkpoint Charlie Stiftung Eine Welt ohne Mauern. 2000 folgte ihr Studium zur Designerin für Neue Medien. 2001 veröffentlichte sie ihr zweites Projekt Mque im Pop/R&B Stil. 2001 hatte sie eine eigene Ausstellung namens Introjection in Berlin. 2002 trat sie bei SAT1 auf und hatte Ausstellungen auf der Cebit.
Im Jahr 2005 wurde die Single Love is all around online veröffentlicht und kletterte bis auf Platz 3 der myownmusic. Trautmann gewann damit einen Plattenvertrag bei ZYX (VÖ: 2006) und stieg in die Deutschen DJ-Charts ein. 2006 gründete sie die Online-Galerie Trautmann. 2007 wurden Loosing Senses bei Drizzly Music und Closer bei Shah-Music veröffentlicht. Only You (Scream & Shout) blieb 9 Wochen in den DDC. Seitdem kamen vermehrt Pop- und Schlagerproduzenten auf sie zu, für die sie bis heute deutsche und englische Texte schreibt und singt. 2008 folgten weitere Veröffentlichungen mit verschiedenen Produzenten: Eye to eye (MPFS Records) und I do (Plastique Base Records). 2009 wurde Are you? (Euphonic Records) auf dem Album Pure Devotion von Ronski Speed veröffentlicht. Sie wurde als Sängerin für Novaspace angefragt, dieses Angebot lehnte sie ab und verfolgte weiter den vor ihr bevorzugten deutschen Chanson. Ihre Tracks wurden bereits von Above & Beyond, Armin van Buuren, Ferry Corsten und Paul van Dyk gespielt. 2010 erscheint Your Touch (Enhanced) auf der Dream Dance #55. Ein neues Album MQUE wurde 2012 veröffentlicht.
Sie ist die zeitgenössische Künstlerin und Malerin des Porträts Ernst Grimmke. Ihr Werk Chanson wurde in der Odenthaler Galerie ausgestellt. Das zugehörige Katalogbuch erschien im Jahr 2013.
Sie ist ebenfalls Film- und Fotomodell u. a. für L’Oréal, Berrywell, Bitburg, Fürstenberg, Metropolitan, Villeroy & Boch, Boss, Postbank, McFit Sport.

## Diskographie
| Singles + Longplayer - 2003 Single Without Me, Label NovaTune - 2004 Single Forget You, Exklusivproduktion für DKV Euro Service - 2005 - Longplayer Wind calls, Online release - Single Mques Blue, Online release - 2006 - Single Love is all around, Label Zyx - Tonight, Label Time Fusion Rec. - 2007 - Single Loosing Senses, Label Drizzly Music - Single Closer, Label Shah-Music - Single Only You, Label Scream & Shout - Single Summer & Ice, Label Ultimate House Records - Single Active Side, Label Proxoz - Single Taste Me, Label Scream & Shout - Single Wake Me, Label Diverted Recordings - 2008 - Single Eye to Eye, Label MPFS Records - Single Unfaithful, Label Proxoz - Single Are You, Label Euphonic - Single I Do, Label Plastique Base Records - 2010 - Single In Your Arms, Label Eyereflex Records - Single Your Touch, Enhanced Recordings - Single Alright, Label Ill Fish Recordings - Single To Be Loved, Label liquid - 2013 - Single ALL OF ME, System Recordings | Alben - 2003 MQUE - 2012 MQUE – My Words, Fashion Girl Remixes - Love is all around - Tonight - Loosing Senses - Closer - Only You - Summer & Ice - Active Side - Taste Me - Smash Up - Wake Me - Eye to Eye - Are You - In Your Arms - Your Touch - Alright - To be loved - Fashion Girl - My words - All of me |